# Borys Podorożniak
Borys Dawydowycz Podorożniak, ukr. Борис Давидович Подорожняк, ros. Борис Давыдович Подорожняк, Boris Dawidowicz Podorożniak (ur. 24 grudnia 1936, zm. 10 października 2016) – ukraiński trener piłkarski.

## Kariera trenerska
Karierę szkoleniowca rozpoczął w 1968 roku. Najpierw w klubie Łokomotyw Dniepropetrowsk obejmował stanowisko dyrektora technicznego. Od 1975 pracował ponad 25 lat z przerwami w Szkole Sportowej Dnipro-75 Dniepropetrowsk. Przygotował wielu znanych piłkarzem za co otrzymał tytuł Zasłużonego Trenera Ukrainy. W 1992 został mianowany na stanowisko głównego trenera Metałurhu Dnieprodzierżyńsk, który prowadził do lipca 1993. Potem również szkolił dzieci w Szkole Sportowej Dnipromajn Dniepropetrowsk. W latach 2006–2011 prowadził Łokomotyw Dniepropetrowsk.

## Odznaczenia
- tytuł Zasłużonego Trenera Ukrainy